# 岩代大久保駅
岩代大久保駅（いわしろおおくぼえき）は、かつて福島県伊達郡大久保村（現在の福島県福島市飯野町大久保）にあった鉄道省川俣線の駅である。

## 歴史
1926年（大正15年）に松川 - 岩代川俣間が川俣線として開業したが、当駅はまだ未開業であった。1934年（昭和9年）に気動車運転に伴い岩代飯野 - 岩代川俣間に当駅が新設されたが、燃料規制による気動車運転中止により1941年（昭和16年）鉄道公報に営業停止と告知された。2年後の1943年（昭和18年）には川俣線が不要不急路線として全線休止となり、1946年（昭和21年）に営業再開されたが岩代大久保駅は復活しなかった。

### 年表
- 1934年（昭和9年）11月1日：川俣線の中間駅として開業[2]。
- 1941年（昭和16年）8月10日：営業停止（事実上の廃止）[3]。

## 駅跡
岩代飯野 - 岩代川俣間の廃線跡および当駅の跡地は福島県道39号川俣安達線として整備されている。

## 隣の駅
日本国有鉄道
川俣線
岩代飯野駅 - 岩代大久保駅 - 岩代川俣駅